# Институт океанологии ПАН

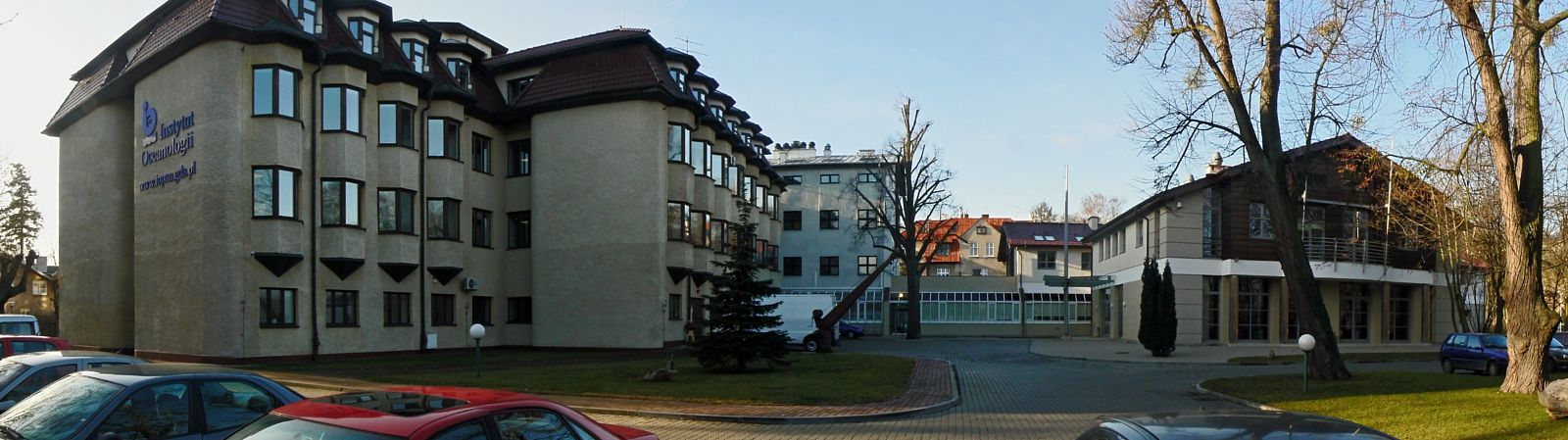
Институт океанологии ПАН, Сопот, Польша

Институт океанологии ПАН (пол. Instytut Oceanologii PAN) – научно-исследовательский институт Польской академии наук. Институт находится в Сопоте, Польша. 54°27′02″ с. ш. 18°33′49″ в. д.

## История
Институт океанологии Польской академии наук был создан в 1983 году как продолжение Морской станции Польской академии наук, которая существовала в Сопоте с 1953 года.
Институт проводит исследования в области океанографии (физика, химия, биология и экология моря). Целью работ института являются проведение фундаментальных научных исследовательских работ в области морской среды и углубления знаний происходящих в море явлениях. Институт проводит исследования в Балтийском море и Европейской Арктики.